# Copa d'Honor de la Luftwaffe
La Copa d'Honor de la Luftwaffe (alemany: Ehrenpokal der Luftwaffe), és un premi de l'exèrcit alemany durant la Segona Guerra Mundial.

## Història
La Copa d'Honor de la Luftwaffe va ser establerta el 27 de febrer de 1940 pel Reichsmarschall Hermann Göring , aleshores ministre d'Aviació del Reich i comandant en cap de la Luftwaffe. La copa oficialment s'anomenava Ehrenpokal für besondere Leistung im Luftkrieg o "Copa d'Honor per un rendiment excepcional en la guerra aèria".

### Predecessors de la I Guerra Mundial

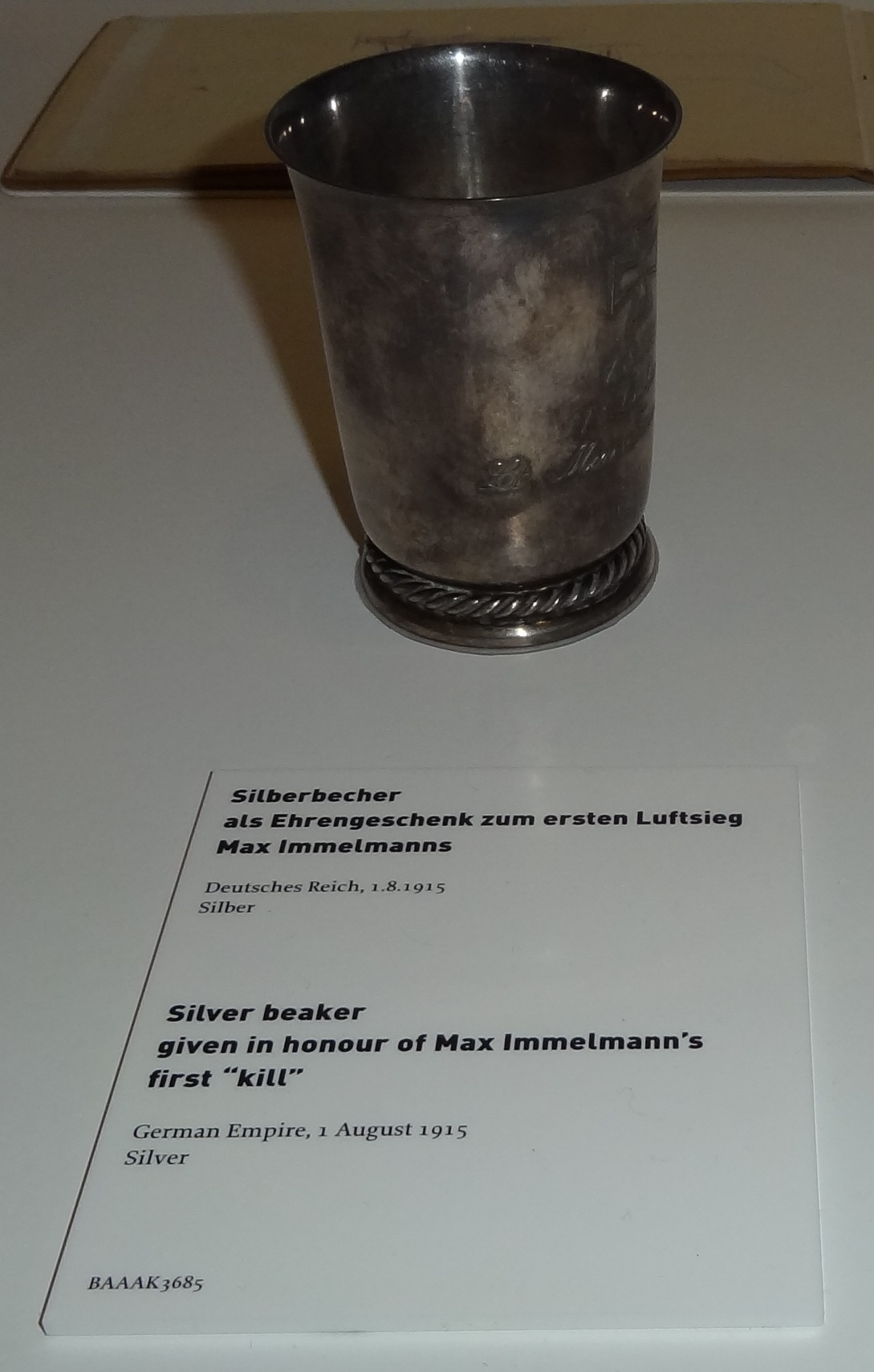
Copa de plata atorgada a Max Immelmann, Bundeswehr Military History Museum

Encara que Göring considerava que la "Copa d'Honor de la Luftwaffe" era la seva "creació personal", no era una idea original. Es va basar en un premi d'aviació de la Primera Guerra Mundial , l'Ehrenbecher für den Sieger im Luftkampf, o "Copa d'Honor per al Victor en Combat Aeri". Aquest premi es donava generalment a la primera victòria d'un en combat aeri (tot i que l'atorgament real del premi podria arribar un temps després de la victòria). S'ha informat (tot i que el difunt historiador de l'aviació Neal O'Connor, no va poder confirmar-ho abans de la seva mort), que el requisit de victòries aèries podria haver augmentat més tard a la guerra, ja que el combat aeri es va fer més comú. Es desconeix el nombre total de premis presentats, però van ser menys que el seu successor de la Segona Guerra Mundial.
Entre els destinataris notables de l'Ehrenbecher für den Sieger im Luftkampf hi havia:
- Oswald Boelcke – 24 de desembre de 1915; un dels millors asos d'Alemanya de la Primera Guerra Mundial; també va rebre la Pour le Mérite
- Otto Deßloch – data de premi desconeguda; més tard un coronel general a la Luftwaffe; també va rebre la Creu de Cavaller de la Creu de Ferro amb fulles de roure.
- Hermann Göring – 15 d'abril de 1916; més tard Reichsmarschall ; va rebre la Pour le Mérite , l'Ordre de Mèrit Militar Karl-Friedrich de Baden, la Gran Creu de la Creu de Ferro i nombroses altres condecoracions
- Georg Ritter von Hengl – 17 de juliol de 1918; nomenat cavaller amb l'Orde Militar de Baviera de Max Joseph l'octubre de 1918; més tard esdevingué general de tropes de muntanya i comandà la 2a Divisió de Muntanya i el XIX Cos de Muntanya.
- Max Immelmann – 24 de desembre de 1915; L'as alemany de la Primera Guerra Mundial, les primeres gestes i fama del qual van portar al sobrenom de la Pour le Mérite com la "Blue Max"; també va rebre la Creu de Cavaller i la Creu de Comandant de l'Ordre Militar de Sant Enric de Saxònia.
- Bruno Loerzer – data de premi desconeguda; el 8è as alemany de la Primera Guerra Mundial; també va rebre la Pour le Mérite ; més tard un coronel general a la Luftwaffe.
- Theo Osterkamp – 18 d'abril de 1917; aviador naval i destinatari de Pour le Mérite ; també va volar a la Segona Guerra Mundial i va ascendir a tinent general a la Luftwaffe.
- Manfred von Richthofen – data de premi desconeguda; màxim as de la Primera Guerra Mundial; també va rebre la Pour le Mérite , l'Ordre Militar de Sant Enric de Saxònia, l'Ordre del Mèrit Militar de Württemberg i nombroses altres condecoracions.
- Kurt Student – data de premi desconeguda; més tard, coronel general de la Luftwaffe i comandant de les tropes aerotransportades alemanyes.
- Ernst Udet – 17 d'agost de 1916; el segon as alemany amb més puntuació de la Primera Guerra Mundial; també va rebre la Pour le Mérite ; més tard un coronel general a la Luftwaffe.

La Marina Imperial alemanya va tenir les seves pròpies forces d'aviació a la Primera Guerra Mundial i va crear el seu propi premi no portàtil per a la victòria en combats aeri. Aquest va ser l'Ehrenpreis für Vernichtung eines feindlichen Flugzeugs, o "Premi d'Honor per a la destrucció d'un avió enemic". No es tractava d'una copa, sinó d'un trofeu de dues àguiles involucrades en una lluita a l'aire.
També hi havia un altre premi alemany imperial, encara més rar, l'Ehrenbecher für erfolgreiche Angriffe aus der Luft, o "Copa d'Honor per atacs amb èxit des de l'aire". Aparentment, això només es va atorgar unes poques vegades als membres de les tripulacions de bombarders o Zeppelin per a atacs amb èxit.

## Atribucions
Aquest premi només es va atorgar a la tripulació, els pilots o la tripulació de cabina. Els noms dels destinataris es van publicar a la revista periòdica de la Luftwaffe Ehrenliste der Deutschen Luftwaffe, o "Llista d'honor de la Força Aèria alemanya". Els registres alemanys indiquen que aproximadament 58.000 Ehrenpokal es van atorgar en paper. De fet, només es van concedir entre 13 i 15.000 copes, segons mostren els registres. Aquest guardó s'atorgava a tripulacions que ja havien rebut la Creu de Ferro de Primera Classe, però les actuacions de les quals no justificaven la concessió de la Creu Alemanya, ni la Creu de Cavaller de la Creu de Ferro. El primer en rebre-la va ser l'Oberstleutnant Johann Schalk el 21 d'agost de 1940.
Finalment, va ser substituïda per la Insígnia de la citació d'honor de la Luftwaffe el gener de 1944.

## Descripció
La copa real es podria produir en dos materials diferents, plata fina (Feinsilber) o alpaca (Alkaka). La mida era d'aproximadament 200 mm d'alçada per 100 mm de diàmetre.
La copa es va fer en dues peces, que es van acoblar per formar l'objecte. La cara de la copa representava dues àguiles en combat mortal, mentre que el revers portava una creu de ferro en alt relleu. Fulles de roure i glans adornaven el peu, mentre que la base portava la inscripció Für Besondere Leistung im Luftkrieg ("per un rendiment excepcional en la guerra aèria").